# Victoria (Honduras)
Victoria è un comune dell'Honduras facente parte del dipartimento di Yoro.
Il comune venne istituito il 6 giugno 1902 con parte del territorio del comune di Sulaco e con la denominazione "Morillos".